# 암팡
암팡(Ampang)은 말레이시아의 연방 직할령인 쿠알라룸푸르와 슬랑오르주(Selangor)의 사이에 있던 지역이다. 쿠알라룸푸르의 동쪽에 있으며 다음과 같은 두 곳으로 나뉜다.
1. 슬랑오르주에 있는 암팡은 암팡자야(Ampang Jaya)로도 알려져 있다.
2. 쿠알라룸푸르에 있는 암팡[1]

암팡은 건축물로 유명합니다. 전쟁 전의 전통적인 건물과 식민지 시대의 매력을 간직한 건물이 현대 건물과 나란히 혼합되어 있습니다.
암팡의 나이트라이프는 라이브 음악을 틀고 쿠알라룸푸르 스카이라인의 멋진 전망을 제공하는 수많은 바, 칵테일 라운지, 레스토랑 바가 있어 생동감이 넘칩니다.
최신 음악을 틀어주는 나이트클럽도 단골들에게 인기가 많으며, 그 중에는 상당한 규모의 국외 거주자가 있습니다.
예술과 문화의 중심지인 암팡에는 수많은 미술관, 문화 센터, 영화관이 있습니다. 암팡의 다양한 음식 문화도 외국인들에게 매력적입니다.
이 동네의 활기 넘치는 지역인 리틀 코리아(Little Korea)는 한인 사회의 요리 중심지이며 한국인과 다른 국적의 외국인들이 즐길 수 있는 맛있는 음식을 많이 제공합니다.
암팡의 주택 옵션에는 콘도미니엄, 서비스 레지던스, 테라스 주택, 아파트 등이 있습니다.
암팡(Ampang) 지역은 클랑 밸리 통합 교통 시스템(Klang Valley Integrated Transit System)과 LRT 암팡 라인(LRT Ampang Line)이 연결되어 있습니다.

암팡자야는 주거 및 상업 공간이 혼합된 다양하고 활기찬 지역입니다. 가장 큰 하이라이트는 원 암팡 애비뉴 주변에 "한국인 타운"이 있다는 것입니다. 여기에는 다양한 한국 레스토랑, 슈퍼마켓, 사업체가 있어 활기찬 문화 허브를 형성합니다. 이 지역의 매력에는 국제적인 영향이 혼합되어 있어 외국인과 음식 애호가에게 매력적입니다.

## 인구
1880년 정착이 시작되어 영국이 말레이 연방주(the Federated Malay States)의 수도를 클랑(Klang)에서 내륙으로 옮기려고 하였고, 쿠알라룸푸르(Kuala Lumpur) 지역이 새로운 수도로 지정되었다. 암팡(Ampang) 지역 인구의 52%는 말레이족이며, 중국계(화교)는 28%이다. 인도계는 20%이다.

## 급여
암팡 거주자의 55% 정도는 USD$3000 이상의 월급 생활자이며, 30%는 USD$1000~USD$2999, 15%는 USD$1000 이하의 월급 생활자이다.

## 시설
Ampang Puteri Medical Center, Gleneagles Intan Medical Centre, Great Eastern Mall, Flamingo Hotel, DePalma Hotel, 테스코쇼핑 센터, Ampang Point Shopping Complex, the International School of Kuala Lumpur 등이 있다.